# موتور شهید داوود حاتمی
موتور شهید داوود حاتمی یک منطقهٔ مسکونی در ایران است که در دهستان ارزوئیه واقع شده‌است. موتور شهید داوود حاتمی ۹۵ نفر جمعیت دارد.